# Mitsuishi Kotono
Mitsuishi Kotono (三石 琴乃 (Tam-Thạch Cầm-Nãi) Mitsuishi Kotono) (sinh ngày 8 tháng 12 năm 1967) là một nữ seiyu Nhật Bản đến từ Tokyo. Bà được biết đến với các vai diễn như Usagi Tsukino trong Thủy thủ mặt trăng,  Misato Katsuragi trong Shin Seiki Evangelion,  Boa Hancock trong One Piece và Nobi Tamako trong Doraemon.